# Adam Sobczak
Adam Sobczak (14 de diciembre de 1989) es un deportista polaco que compitió en remo. Ganó una medalla de oro en el Campeonato Mundial de Remo de 2012, en la prueba de cuatro scull ligero..

## Palmarés internacional
| Campeonato Mundial | Campeonato Mundial | Campeonato Mundial | Campeonato Mundial  |
| Año                | Lugar              | Medalla            | Prueba              |
| ------------------ | ------------------ | ------------------ | ------------------- |
| 2012               | Plovdiv (Bulgaria) | Medalla de oro     | Cuatro scull ligero |